# Long Man of Wilmington
Long Man of Wilmington är en fornlämning i Storbritannien.   Den ligger i grevskapet East Sussex och riksdelen England, i den södra delen av landet, 80 km söder om huvudstaden London. Long Man of Wilmington ligger 129 meter över havet.
Terrängen runt Long Man of Wilmington är platt åt nordväst, men åt sydost är den kuperad. Long Man of Wilmington ligger uppe på en höjd.  Närmaste större samhälle är Eastbourne, 8,2 km sydost om Long Man of Wilmington. Trakten runt Long Man of Wilmington består i huvudsak av gräsmarker.